# Indira Bajt
Indira Bajt (rojena Indira Babataeva), slovensko kazahstanska šahistka, * 1980.
Bajtova, ki je bila rojena v Kazahstanu, od leta 2003 živi v Sloveniji in nastopa za Šahovsko društvo Krka Novo mesto. Ima šahovski naslov ženske mojstrice FIDE (wFM) s trenutnim ratingom 2172.
Bila je članica ženske ekipe Slovenije na šahovski olimpijadi 2010.

## Dosežki
- 1. mesto Državne prvenstvo v hitropoteznem šahu 2010
- 2. mesto Državno prvenstvo za članice 2010
- 2. mesto Državno prvenstvo za članice 2009
- 2. mesto Državno prvenstvo za članice	2007
- 3. mesto Državno prvenstvo za članice	2006